# Aerobiologia
L'aerobiologia è una nuova scienza multidisciplinare che studia le particelle organiche, come batteri, spore fungine, piccoli insetti, granuli di polline e virus presenti in atmosfera, le fonti che le producono, le modalità con cui queste vengono trasportate dall'aria, i loro effetti sull'ambiente sia in ambienti chiusi che all'aperto.
L'aerobiologia è una scienza in pieno sviluppo, che interagisce con molte altre discipline come l'ingegneria e la meteorologia.
La prima scoperta di alghe disperse nell'aria ebbe luogo in Germania nel 1910.

## Applicazioni
Un'importante applicazione medica di aerobiologia è lo studio della trasmissione di malattie attraverso l'aria. Molti batteri, virus e funghi sono noti per essere trasportati dall'aria, all'interno di goccioline. Gli aerobiologi misurano e segnalano la presenza di pollini e spore fungine nell'aria, al fine di offrire delle informazioni utili per coloro che soffrono di patologie allergiche.